# Monohelea andrei
Monohelea andrei är en tvåvingeart som beskrevs av Vattier och Adam 1966. Monohelea andrei ingår i släktet Monohelea och familjen svidknott.
Artens utbredningsområde är Kongo. Inga underarter finns listade i Catalogue of Life.